# Salęt
Salęt – jezioro położone w województwie warmińsko-mazurskim, w powiecie mrągowskim, w gminie Mrągowo na Pojezierzu Mrągowskim, w dorzeczu rzeki Guber, na pn.-wsch. od Mrągowa. Powierzchnia jeziora 3,28 km². Linia brzegowa jeziora jest rozwinięta, brzegi wysokie i bezleśne.
Jezioro jest rozdzielone półwyspem i mostem w związku z tym wyodrębnia się tu dwa akweny:
- Salęt Wielki o powierzchni 2,3 km², długości 3800 m, szerokości do 1000 m i głębokości do 11,6 m,
- Salęt Mały o powierzchni 1 km², długości 1900 m, szerokości do 900 m i głębokości do 17,2 m.